# 栗野町
栗野町（くりのちょう）は、かつて鹿児島県の北東部にあった町。姶良郡に属した。現在の湧水町南部、川内川上流域にあたる。同町の町役場所在地でもある。
本項では町制前の名称である栗野村（くりのむら）についても述べる。

## 地理
- 山：栗野岳、国見岳、安良岳
- 河川：川内川

## 歴史
- 1889年（明治22年）4月1日 - 町村制の施行により、木場村、北方村、米永村、田尾原村、稲葉崎村、幸田村、恒次村が合併して桑原郡栗野村が発足。
- 1897年（明治30年）4月1日 - 郡の統合により姶良郡に所属[1]。
- 1932年（昭和7年）4月1日 - 栗野村が町制施行して栗野町となる。
- 2005年（平成17年）3月22日 - 吉松町と合併して湧水町が発足。同日栗野町廃止。

## 交通

### 鉄道路線
- 九州旅客鉄道
  - 肥薩線
    - 栗野駅

  - 山野線（1988年廃止）
    - 稲葉崎駅 - 栗野駅

### 道路
- 九州自動車道
  - 栗野インターチェンジ
- 国道268号
- 鹿児島県道53号菱刈横川線
- 鹿児島県道55号栗野加治木線
- 鹿児島県道102号木場吉松えびの線
- 鹿児島県道103号栗野停車場えびの高原線
- 鹿児島県道443号幸田栗野線